# École de blindés de la Kama
L’école de blindés de la Kama était une école militaire et un centre d'essai pour les chars en coopération entre l'Union soviétique et la république de Weimar. Il était situé à Kazan dans l'ASSR tatare . 

## Histoire

### Contexte
Après la Première Guerre mondiale, le traité de Versailles interdit à l'Allemagne de posséder des chars. Pour contourner cette interdiction, la république de Weimar signe le traité de Rapallo avec l'Union soviétique en 1922. L'Union soviétique a également été isolée de la politique étrangère après la révolution d'Octobre 1917 et la prise de pouvoir bolchevique. Ainsi sont créés l'école de pilotage de Lipetsk et le site d'essai Tomka pour les armes chimiques sur le sol soviétique. Le ministre soviétique de la Défense, Kliment Vorochilov, souhaite participer au développement la technologie des chars modernes et propose une coopération dans ce domaine. 
Hans von Seeckt, chef du commandement de l'armée, favorise une coopération avec la Suède, mais la Suède ne voulait pas répondre aux exigences allemandes. Inspiré par le traité de Berlin en 1926, von Seeckt donne son feu vert aux négociations avec l'Union soviétique. À partir d'octobre 1926, le colonel Hermann Thomsen , chef de la représentation de l'administration militaire allemande à Moscou et le chef du service de reconnaissance militaire de l'Armée rouge Ian Berzine entament des pourparlers.

### Planification, construction et exploitation
Wilhelm Malbrandt (1875-1955), ancien lieutenant-colonel de la Reichswehr, est chargé par la partie allemande de trouver un emplacement approprié avec des représentants de l'Armée rouge. Celui-ci est trouvé dans une ancienne caserne près de Kazan à proximité d'un terrain d'entraînement et d'essai approprié. Le nom de code "Kama" est une combinaison des deux premières lettres de "Kazan" et "Malbrandt". Cependant, le nom du camouflage n'a pas été choisi avec grand soin, car il y a une rivière du même nom non loin. 
Le contrat est signé en octobre 1926 : l'Union soviétique met le site à disposition, l'Allemagne paie les coûts de construction et autorise les officiers soviétiques à participer à la formation. La responsabilité de la mise en place de l'installation incomba à Oswald Lutz, colonel de la Reichswehr, du côté allemand et à Josef Unschlicht, commissaire du peuple adjoint à la défense, du côté soviétique. 
Après que le Manchester Guardian ait dévoilé la coopération militaire secrète en décembre 1926 et que le cabinet au pouvoir Marx III ait été renversé à l'instigation de Philipp Scheidemann, le projet Kama est temporairement stoppé. Une démolition complète est empêchée par les cercles militaires dans les deux pays, mais le projet n'a guère été avancé. Le projet reste en suspens jusqu'à ce que le ministre de la Défense du Reich, Otto Geßler, convainquent le ministre des Affaires étrangères Gustav Stresemann en février 1928 de réactiver la coopération militaire avec l'Union soviétique. 
Les Soviétiques agrandissent l'installation d'octobre 1926 à juillet 1929 conformément au contrat avec jusqu'à 400 ouvriers. Les bâtiments existants sont réparés, de nouveaux bâtiments et ateliers sont construits. En revanche, seuls quelques représentants allemands, dont Wilhelm Malbrandt en particulier, sont présents à Kama. L'installation n'a été mise en service qu'en 1929 ; la formation commence et les premiers prototypes de chars allemands arrivent. Des formateurs, des techniciens et des participants aux cours sont mis à disposition par la Reichswehr pour la durée de leur séjour en Union soviétique. 
Wilhelm Malbrandt est remplacé à la tête de l'établissement en 1930 par Ludwig Ritter von Radlmaier (1887-1943). Josef Harpe lui succède de l'été 1930 jusqu'à la fermeture de l'établissement. 

### Fermeture
Après que l'égalité militaire du Reich allemand ait été assurée en décembre 1932 lors de la Conférence de Genève sur le désarmement, la coopération secrète avec l'Union soviétique n'est plus nécessaire. Avec la prise de pouvoir national-socialiste début de 1933, le cadre politique a également changé et l'école de chars Kama est dissoute le 15 septembre 1933. Les blindés d'essai et d'autres matériels sont renvoyés en Allemagne.

## Formations
Le premier cours commence en mars 1929, et d'autres ont suivi entre 1930 et 1933. Les participants allemands et soviétiques suivent l'enseignement ensemble ; un traducteur était toujours présent. La formation est divisée en une partie théorique, qui se déroule dans les salles de classe, et une partie pratique, l'objectif réel de l'installation. En plus des instructeurs stationnés à Kama, il y avait également des conférenciers temporaires. Un des instructeurs les plus connus était Ernst Volckheim, un théoricien important de la tactique allemande des blindés. 
Au total, 30 participants ont été formés du côté allemand. Ces officiers ont joué un rôle important dans la constitution de la force blindée et plus tard pendant la Seconde Guerre mondiale. Certains ont atteint le rang de général, y compris Wilhelm von Thoma, Josef Harpe et Wolfgang Thomale. 
Les Soviétiques ont continué à utiliser Kama comme centre d'entraînement même après le départ des Allemands. Cependant, de nombreux soldats formés ici ainsi que des employés civils (par exemple des gardiens) ont été victimes des purges de l'Armée rouge en 1937-1938.

## Développements
La première étape du développement des chars à Kama en 1927 a été de convertir les tracteurs agricoles Hanomag en canons automoteurs provisoires. À cette fin, des expériences avec différents canons et calibres, 3,7 cm et 7,5 cm, sont entreprises. Le calibre 7,5 cm est devenu le calibre standard au début de la Seconde Guerre mondiale, par exemple dans les Panzerkampfwagen IV et Sturmgeschütz III.
En 1929, les premiers prototypes de chars allemands, déguisés en tracteurs agricoles, arrivent à Kama. Plusieurs véhicules dans différentes versions du Grosstraktor et du Leichttraktor sont livrés. Ils servent ensuite de modèle pour les Panzerkampfwagen I, II, III et IV. Le char M-28, une coopération germano-suédoise, est également mis à l'épreuve. Du côté allemand, le char combinant une propulsion par roues et chaîne n'a pas été développé, côté suédois il donnera le Landsverk L-30. L'Armée rouge a testé la British chenillette Carden-Loyd, à partir de laquelle le T-27 est développé. En plus des chars, des prototypes de voitures blindées ont également été testés, qui sont devenus plus tard la voiture blindée Sd.Kfz. 231. En principe, différentes solutions pour la transmission et la suspension de l'entraînement par chaîne ont été testées et également modifiées sur site. Il y avait également un groupe technologique à Kama. En plus des employés de la Reichswehr, plusieurs ingénieurs des entreprises concernées étaient également sur place. Il y avait des ouvriers soviétiques sous surveillance allemande qui installent ou modifient des pièces. 
Les Allemands ont déployé beaucoup d'efforts pour tester les équipements radio parce qu'il a été reconnu très tôt que la communication et la coordination seraient un facteur décisif dans la tactique des chars. Bien qu'il n'y ait pas d'interdiction de la technologie radio dans le Traité de Versailles, l'utilisation pratique de la technologie dans un char était difficile. La société allemande de radio et de télécommunications C. Lorenz a fourni la technologie radio pour les essais à Kama et des employés de la société y étaient présents. Lorenz est devenu plus tard le fournisseur de technologie radio pour la Wehrmacht. L'équipement radio dans les chars allemands était initialement crucial pendant la Seconde Guerre mondiale lors des combats avec des chars français et soviétiques en partie techniquement supérieurs qui dépendaient d'une communication inefficace par drapeaux. 

## références
1. ↑  Il prend par la suite le nom de von der Lieth-Thomsen.
2. ↑  Johnson, p. 29–31.
3. ↑  Johnson, p. 33.
4. ↑  Johnson, p. 31.
5. ↑  Johnson, p. 34.
6. ↑  Johnson, p. 31–32.
7. ↑  Johnson, p. 37.
8. ↑  Johnson, p. 35.
9. ↑  Johnson, p. 38–39.
10. 1 2  Hartmann, p. 4.
11. 1 2  Johnson, p. 44.
12. ↑  Hartmann, p. 6–7.
13. ↑  Johnson, p. 41.
14. ↑  Johnson, p. 42.
15. ↑  Johnson, p. 45.
16. ↑  Johnson, p. 60.
17. ↑  Johnson, p. 43.
18. ↑  Johnson, p. 60–61.
19. ↑  Johnson, p. 47.
20. ↑  Johnson, p. 48–52.
21. ↑  Johnson, p. 39.
22. ↑  Johnson, p. 54–59.

## Source
- (de) Cet article est partiellement ou en totalité issu de l’article de Wikipédia en allemand intitulé « Panzerschule Kama » (voir la liste des auteurs).